# Brividi
A Brividi (magyarul: Libabőr) az olasz Mahmood és Blanco dala, mellyel Olaszországot képviselték a 2022-es Eurovíziós Dalfesztiválon Torinóban. A dal 2022. február 5-én, a 71. Sanremói Dalfesztiválon megszerzett győzelemmel érdemelte ki a versenyen való indulás jogát.

## Eurovíziós Dalfesztivál
2021. december 5-én vált hivatalossá, hogy a duó bekerült a 2022-es Sanremói Dalfesztivál mezőnyébe. A dal címét december 16-án jelentették be, míg a dal hivatalosan február 1-jén jelent meg, miután a dalfesztivál első estéjén előadták. A február 5-i döntőben a Brividi című dal lett a sajtó, a szakmai zsűri és a nézők szavazatai alapján a 2022-es Sanremói Dalfesztivál győztese. Mahmood és Blanco a következő napon hivatalosan is megerősítette, hogy a fesztivál győzteseikén élnek a lehetőséggel, és szeretnék képviselni Olaszországot az Eurovíziós Dalfesztiválon.
Mivel Olaszország tagja az automatikusan döntős Öt Nagy országának számít és ebben az évben egyben a rendező ország is, ezért a dalt az Eurovíziós Dalfesztiválon a május 14-én rendezett döntőben adták elő, de előtte az első elődöntő zsűris főpróbáján is hallható volt. Fellépési sorrendben kilencedikként léptek fel, az Örményországot képviselő Rosa Linn Snap című dala után és a Spanyolországot képviselő Chanel SloMo című dala előtt. A szavazás során a zsűri szavazáson összesítésben hetedik helyen végeztek 158 ponttal (Albániától és Szlovéniától maximális pontot kaptak), míg a nézői szavazáson nyolcadik helyen végeztek 110 ponttal, így összesítésben 268 ponttal a verseny hatodik helyezettjei lettek.
A következő olasz induló Marco Mengoni Due vite című dala volt a 2023-as Eurovíziós Dalfesztiválon.